# Wereldkampioenschap schaatsen allround vrouwen 1965
Het zesentwintigste Wereldkampioenschap schaatsen allround voor vrouwen werd op 6 en 7 februari 1965 verreden op de ijsbaan van Oulu, Finland.
Er deden dertig deelneemsters uit twaalf landen mee, Finland (3), de DDR (3), Nederland (2), Noorwegen (2), Polen (1), de Sovjet-Unie (5), Zweden (4), China (2), Japan (1), Noord-Korea (4), Canada (2) en, voor het eerst, West-Duitsland (1). Twaalf rijdsters debuteerden deze editie, waaronder de Nederlandse Stien Kaiser. Carry Geijssen reed haar tweede WK Allroundtoernooi, en eindigde op de zevende positie.
Stien Kaiser debuteerde zeer succesvol. Ze was na Gonne Donker (1938, 1939) de tweede Nederlandse vrouw die afstandsmedailles veroverde (1× zilver, 2× brons) en de eerste Nederlandse die op het erepodium zou plaatsnemen bij de huldiging. Daarmee was ze, na twaalf jaar Sovjet overheersing, ook de eerste niet Sovjet-Russin op het erepodium na de Noorse Randi Thorvaldsen die in 1952 ook brons veroverde.
Inga Voronina-Artamonova werd de eerste vrouw die vier keer de wereldtitel zou veroveren, eerder deed zij dit al in 1957, 1958 en 1962. Tweevoudig wereldkampioene Valentina Stenina werd tweede.
De Zweedse Christina Scherling nam dit jaar voor de tiende keer aan het WK Allround mee, een prestatie waarin alleen Eevi Huttunen haar in voor ging met elf deelnames.
Ook dit kampioenschap werd over de kleine vierkamp, respectievelijk de 500m, 1500m, 1000m en 3000m, verreden.

## Afstandsmedailles
| Afstand | Goud ·                   | Zilver ·                         | Brons ·             |
| ------- | ------------------------ | -------------------------------- | ------------------- |
| 500m    | Inga Voronina-Artamonova | Irina Jegorova                   | Stien Kaiser        |
| 1500m   | Valentina Stenina        | Stien Kaiser                     | Ljoedmila Osintseva |
| 1000m   | Inga Voronina-Artamonova | Valentina Stenina Irina Jegorova | -                   |
| 3000m   | Inga Voronina-Artamonova | Valentina Stenina                | Stien Kaiser        |

## Klassement
| Rang   | Schaatsster              | Land                           | Punten  | 500m        | 1500m        | 1000m         | 3000m       |
| ------ | ------------------------ | ------------------------------ | ------- | ----------- | ------------ | ------------- | ----------- |
| Goud   | Inga Voronina-Artamonova | Sovjet-Unie                    | 198,583 | 46,8 (1)    | 2.29,7 (5)   | 1.37,7 (1)    | 5.18,2 (1)  |
| Zilver | Valentina Stenina        | Sovjet-Unie                    | 199,967 | 47,7 (4)    | 2.27,5 (1)   | 1.39,4 (2)    | 5.20,4 (2)  |
| Brons  | Stien Kaiser             | Nederland                      | 200,800 | 47,6 (3)    | 2.28,2 (2)   | 1.40,6 (4)    | 5.21,0 (3)  |
| 4      | Ljoedmila Osintseva      | Sovjet-Unie                    | 202,167 | 48,1 (7)    | 2.28,4 (3)   | 1.41,1 (8)    | 5.24,3 (5)  |
| 5      | Han Pil-hwa              | Noord-Korea                    | 202,950 | 48,8 (12)   | 2.29,1 (4)   | 1.41,7 (9)    | 5.21,6 (4)  |
| 6      | Irina Jegorova           | Sovjet-Unie                    | 204,033 | 47,3 (2)    | 2.31,5 (10)  | 1.39,4 (2)    | 5.39,2 (14) |
| 7      | Carry Geijssen           | Nederland                      | 204,383 | 47,7 (4)    | 2.33,4 (13)  | 1.40,6 (4)    | 5.31,5 (9)  |
| 8      | Kim Song-sun             | Noord-Korea                    | 204,700 | 48,7 (11)   | 2.31,0 (7)   | 1.40,8 (6)    | 5.31,6 (10) |
| 9      | Tatjana Rastopsjina      | Sovjet-Unie                    | 205,466 | 49,2 (16)   | 2.31,0 (7)   | 1.42,3 (11)   | 5.28,7 (6)  |
| 10     | Kaija Mustonen           | Finland                        | 206,083 | 49,0 (14)   | 2.32,7 (11)  | 1.41,9 (10)   | 5.31,4 (7)  |
| 11     | Liu Fengrong             | China                          | 206,750 | 48,5 (9)    | 2.31,3 (9)   | 1.43,2 (13)   | 5.37,3 (12) |
| 12     | Wang Shuyuan             | China                          | 207,283 | 48,6 (10)   | 2.32,7 (11)  | 1.44,9 (17)   | 5.32,0 (11) |
| 13     | Ryoo Choon-za            | Noord-Korea                    | 207,450 | 49,5 (20)   | 2.33,5 (14)  | 1.43,1 (12)   | 5.31,4 (7)  |
| 14     | Sigrid Sundby            | Noorwegen                      | 208,533 | 49,2 (16)   | 2.33,7 (15)  | 1.40,8 (6)    | 5.46,2 (15) |
| 15     | Doreen McDonnell         | Canada                         | 210,666 | 48,3 (8)    | 2.34,6 (16)  | 1.45,4 (18)   | 5.48,8 (16) |
| 16     | Kaija-Liisa Keskivitikka | Finland                        | 214,850 | 49,3 (18)   | 2.30,1 (6)   | 1.58,1 * (29) | 5.38,8 (13) |
| NC17   | Kari Kåring              | Noorwegen                      | 153,000 | 48,9 (13)   | 2.25,4 (17)  | 1.44,6 (16)   | -           |
| NC18   | Yasuko Takano            | Japan                          | 153,717 | 49,0 * (14) | 2.35,6 (18)  | 1.45,7 (19)   | -           |
| NC19   | Ko Kyung-hi              | Noord-Korea                    | 154,400 | 49,9 (22)   | 2.37,2 (19)  | 1.44,2 (15)   | -           |
| NC20   | Adelhejda Mroske         | Polen                          | 154,633 | 50,2 (25)   | 2.37,6 (21)  | 1.43,8 (14)   | -           |
| NC21   | Gunilla Jacobsson        | Zweden                         | 154,783 | 47,9 (6)    | 2.39,1 (22)  | 1.47,7 (23)   | -           |
| NC22   | Christina Scherling      | Zweden                         | 155,850 | 49,4 (19)   | 2.39,6 (23)  | 1.46,5 (20)   | -           |
| NC23   | Christina Karlsson       | Zweden                         | 156,100 | 50,1 (23)   | 2.37,2 (19)  | 1.47,2 (21)   | -           |
| NC24   | Arja Kantola             | Finland                        | 156,367 | 49,5 (20)   | 2.39,8 (24)  | 1.47,2 (21)   | -           |
| NC25   | Sabine Klingbeil         | Duitse Democratische Republiek | 159,933 | 50,3 (26)   | 2.42,7 (26)  | 1.50,8 (26)   | -           |
| NC26   | Joanne Fath              | Canada                         | 160,417 | 50,1 (23)   | 2.47,0 (28)  | 1.49,3 (24)   | -           |
| NC27   | Ylva Hedlund             | Zweden                         | 160,583 | 51,1 (27)   | 2.42,2 (25)  | 1.50,7 (25)   | -           |
| NC28   | Sigrid Wienke            | Duitse Democratische Republiek | 163,100 | 52,2 (29)   | 2.45,6 (27)  | 1.51,4 (28)   | -           |
| NC29   | Herlind Hürdler          | Duitse Democratische Republiek | 163,833 | 51,30 (28)  | 2.48,10 (29) | 1.53,00 (28)  | -           |
| -      | Hannelore Strauß         | Bondsrepubliek Duitsland       | 110,200 | 54,0 (30)   | 2.48,6 (30)  | NS            | -           |

* = met val
NC = niet gekwalificeerd
NF = niet gefinisht
NS = niet gestart
DQ = gediskwalificeerd
Vet gezet = kampioenschapsrecord